# Saison 5 d'American Housewife
 (février 2025).
Cet article présente le guide des épisodes de la cinquième saison de la série télévisée américaine American Housewife.

## Distribution[1]
- Katy Mixon (Katie Otto)
- Diedrich Bader (Greg Otto)
- Meg Donnelly (Taylor Otto)
- Daniel DiMagio (Oliver Otto)
- Giselle Eisenberg (Anna-Kat Otto)
- Ali Wong (Doris)
- Carly Hugues (Angela)

## Épisodes
La saison comporte 13 épisodes.